# عصب چانه‌ای
عصب چانه‌ای (Mental nerve) یک عصب حسی بدنی آوران (afferent) است که به بخش‌های پیشین چانه و لب پایین حس می‌دهد.